# Rodakove
Rodakové (ukrainien : Родакове, russe : Ро́даково,  Rodakovo) est un village et une commune urbaine d'Ukraine située à l'est du pays dans l'oblast de Louhansk et le raïon de Altchevsk.
Elle fait partie de facto de la république populaire de Lougansk depuis le printemps 2014..
Elle comptait 6 155 habitants en 2019.

## Géographie
Le village se trouve sur la rive droite de la rivière Lougan à quelque distance de celle-ci en direction du sud. La ville de Zimogorié se trouve au nord-ouest et Louhansk à 21 km à l'est.

## Géologie et climat
D'un point de vue géologique, la zone de Rodakovo comprend des roches cristallines et sédimentaires (schistes, grès, or, dolomie, calcaires blancs et jaunes, marnes, argiles), des gisements de charbon. Les sols sont du tchernoziom argileux ou appauvri.
Le climat est continental tempéré : étés secs et chauds, hivers froids avec peu de neige.

## Histoire
Le nom du village vient du nom de famille de son fondateur, descendant de hussards de Slavianoserbsk, Victor Nikolaïevitch Rodakov.
L'histoire de la localité est étroitement liée à la construction du chemin de fer Nord-Donetsk, dont la construction de la première étape a commencé en juillet 1909.
En 1910-1911, la gare de,Rodakovo est ouverte pour desservir le futur village en direction de Kharkov et en 1912 un dépôt de locomotives est inauguré. Le village reçoit son statut de commune urbaine en 1938. En avril 1918, Kliment Vorochilov y demeure avec ses troupes.
Pendant la Grande Guerre patriotique, le village est occupé par l'armée allemande en 1942-1943. Il comprend 7 552 habitants en 1989.
Le,village perd son statut de commune urbaine en 1996. Le chemin de fer qui le traverse est électrifié en 2007. En 2013, la population est de 6 252 habitants. Le village retrouve son statut de commune urbaine en 2014 après être entré dans la république populaire de Lougansk.
Le village dispose d'un stade (stade Lokomotiv), d'une maison de la culture, d'une église orthodoxe dédiée au métropolite martyr  Vladimir Bogoïavlenski (1848-1918), construite au début du XXIe siècle aux murs roses et aux bulbes dorés, et de deux bibliothèques.